# البياض (جبل)
جبل البياض هو جبل يقع في ديار قبيلة بلقرن غربي قرى آل الزارية بين وادي البيضاء ووادي تغمم في محافظة بلقرن في منطقة عسير في المملكة العربية السعودية.